# Палаванская мухоловка
Палаванская мухоловка (лат. Ficedula platenae) — вид воробьиных птиц из семейства мухоловковых. Назван в честь Маргарет Платен, урожденной Гайслер, состоявшей в браке с немецким врачом Карлом Платеном.

## Распространение
Эндемики Филиппин (остров Палаван и близлежащие). Естественной средой обитания являются субтропические или тропические влажные равнинные леса.

## Описание
Длина тела 11,5—12 см. Верхняя часть тела окрашена в оттенки коричневого, хвост от светло-оранжевого до красновато-коричневого. Над грудью имеется оранжево-красновато-коричневая область. Нижняя часть тела светло-коричнево-жёлтая либо белая.

## Биология
Питаются насекомыми.

## Охранный статус
МСОП присвоил виду охранный статус VU. Угрозу для вида представляет разрушение среды обитания.